# 美女学
『美女学』（びじょがく）は、テレビ東京にて2010年4月1日から2011年4月14日まで放送されたバラエティ番組。
前番組の『美女放談』から引き続きアップフロントワークスの一社提供で、番組スタッフも同番組からの移行メンバーが多い。

## 番組概要
- ハロー!プロジェクトが誇る美少女アイドル達が、群雄割拠の芸能界を生き抜き、より魅力的なアイドルになるため、体当たりで様々な事を学んでいく[2]。
- 前番組の『美女放談』ではほぼ全編がトークの構成になっていたが、この番組ではほぼ全編をバラエティにし、課外授業・マノベン（2010年5月13日 - ）・スマイレージ密着ドキュメントの3部構成としている。

## 出演者
- ハロー!プロジェクト
  - モーニング娘。
  - Berryz工房
  - ℃-ute
  - 真野恵里菜
  - スマイレージ
- あまやゆか（ナレーション）

### 課外授業講師
カッコ内は登場した回。
- 生田與克（1 - 4） - 鈴木仲卸・三代目
- 矢部澄翔（5・6） - 書道家
- 周富輝（7 - 11） - 料理研究家
- 蓑内真吾（12 - 14） - 八景島シーパラダイス
- 森田米雄（15 - 17） - 写真家
- 下城民夫（18 - 20） - 日本バーベキュー協会会長
- マロン（22 - 24） - フードスタイリスト
- 池谷幸雄（25 - 28）
- 平林都（29 - 32） - エレガント・マナースクール・学院長
- 八田靖史（33 - 36） - コリアンフードコラムニスト
- 松本きより（36・40・41） - 女子ラーメン部・部長
- 池田美穂（42 - 44） - アシックスランニングクラブ・コーチ

### ゲスト・その他の出演者
カッコ内は登場した回。
目指せ!手相アイドル・マノベン
- 御瀧政子（7 - 19・21 - 37・45） - 心理研究家

ゲスト扱いでない出演者も含む
- つんく♂（1・2・13・18・19・28・37）
- 渡辺一（2） - 魚河岸野郎・店長
- 田谷野清高（4） - つきじ神楽本店・店長
- 田中絵里花（7） - おはガール
- 井之上史織（7） - 同上。
- 南海キャンディーズ（10） - 『月刊melodiX!』のMC担当
- 村上東奈（23・25）
- 柿沢安耶（23 - 25） - パティスリー・ポタジエ
- SKE48（25） - 2010年8月のアイドルユニットサマーフェスティバル2010でスマイレージと共演。
- ももいろクローバー（25） - 同上。
- bump.y（25） - 同上。
- 諸星奈津紀（25 - 28）
- あまやゆか（33） - マノベンの相談者として出演。
- さわやか五郎（33・34・38） - スマイレージ・リハーサルTVのコーナーとして進行役。
- 生田與克（35） - マノベンの相談者として出演。
- 魚ちゃん（36） - ワケあり三姉妹・オーナー、占い師
- 井上貴史（34 - 36） - らーめんと甘味処九月堂
- marron（37） - ボイストレーナー
- YOKO（37） - コレオグラファー
- 吉澤ひとみ（42 - 44） - モーニング娘。OGメンバー
- 陳輝（43） - 上海桃源郷・銀座松坂屋
- 木下菜津子（44） - コレオグラファー

## スタッフ
大部分が美女放談からの移行メンバーである。
- 企画：持田陽司、橋山厚志
- 構成：古川順一、出川真弘、小堀裕也
- カメラ：田中秀幸（1 - 20）、仲川貴裕（1・2・4 - 6）、石井恵美子（3）、岩澤治（7 - 20）
- 音声：佐々木裕也（1 - 20）
- 照明：石川尚正（1 - 6・15 - 20）、逸見敏之（7 - 14）、林本修一
- 音響効果：小平英司（タルス）
- CG：キャニットG
- 編集：田山和俊
- MA：松尾隆裕（1・2・4 - 9・11 - 20）、瀬戸浩太（3）、小木曽祥平（10）
- 協力：e-naスタジオ（1・2・4 - 20）、Can、キャトル、日本ブイ・ティ・アール（3）、つきぢ神楽寿司（4）
- 演出補：今井伸弥（1 - 4）、大熊早貴（1 - 3・5・6）、松本拓也（4・7 - 19）、佐藤智治（5 - 11）
- AP：山科翔太郎、藤村えりこ（7 - 52）
- ディレクター：山野辺聖勝（1 - 4）、鈴江こころ（1 - 16・18・19）、並木哲也（5・6・18 - 20）、今村健二（7 - 20）、鈴木浩晃（7 - 14・17）、布川英樹（15 - 17）、松本拓也（20）
- 演出：國弘明子
- プロデューサー：関光晴、新潟竜大、林はる佳、関谷桃子
- 協力：アップフロントエージェンシー（現：アップフロントプロモーション）
- 製作協力：安寿
- 製作：テレビ東京、テレビ東京ミュージック

## ネット局と放送時間
| 放送対象地域 | 放送局             | 放送期間                      | 放送時間           | 放送系列       | 放送日の遅れ |
| ------------ | ------------------ | ----------------------------- | ------------------ | -------------- | ------------ |
| 関東広域圏   | テレビ東京（TX）   | 2010年4月1日 - 2011年4月14日  | 木曜 25:00 - 25:30 | テレビ東京系列 | 制作局       |
| 大阪府       | テレビ大阪（TVO）  | 2010年4月6日 - 2011年3月29日  | 火曜 25:00 - 25:30 | テレビ東京系列 | 5日遅れ      |
| 福岡県       | TVQ九州放送（TVQ） | 2010年11月17日 - 2011年5月4日 | 水曜 25:13 - 25:43 | テレビ東京系列 | 13日遅れ     |
| 滋賀県       | びわ湖放送（BBC）  | 2010年10月5日 - 2011年5月3日  | 火曜 18:30 - 19:00 | JAITS          | 12日遅れ     |
| 全国放送     | BSジャパン         | 2011年4月2日 - 4月16日        | 日曜 9:30 - 10:00  | BSデジタル     | 2日遅れ      |

備考
- TVQは第31回から、BBCは第25回から放送している（共に遅れネット）。両局でのハロー!プロジェクト関連番組の放送は、2008年秋に終了した『ハロモニ@』以来となる。
- TX・TVO・TVQ以外のTXN系列局及びBBC以外の独立UHF局やTXN系列がない地域の他系列局での番組販売などによる放送は行われていない。
- 2011年3月29日をもってテレビ大阪での放送を終了。
- 課外授業で唯一出ていないのがBerryz工房の菅谷梨沙子である。
- BSジャパンでの放送が、2011年4月から毎週土曜9時30分 - 10時00分の放送枠にて決定し[3]、2011年4月2日から全国放送が実現した。ちなみに第50回から放送されている。なお、放送最終回は4月16日で、翌週からはハロプロ!TIMEが放送されている[4]。

## DVD
- 美女学 vol.1
- 美女学 vol.2
- 美女学 vol.3
- 美女学 vol.4
- 美女学 vol.5
- 美女学 vol.6
- 美女学 vol.7
- 美女学 vol.8
- 美女学 vol.9
- 美女学 vol.10
- 美女学 vol.11
- 美女学 vol.12
- 美女学 vol.13